# Platygaster ashmeadiana
Platygaster ashmeadiana är en stekelart som beskrevs av Lars Huggert 1973. Platygaster ashmeadiana ingår i släktet Platygaster och familjen gallmyggesteklar. Inga underarter finns listade i Catalogue of Life.